# Pablo Herreros Ubalde
Pablo Herreros Ubalde (Torrelavega, 1976 — Santander, 22 de desembre de 2018) fou un sociòleg càntabre, antropòleg i divulgador científic, especialitzat en primats. Herrreros va ser conferenciant, director y presentador de programes de televisió, col·laborador de diversos mitjans de comunicació y autor de diversos llibres i blogs. Va morir a causa d'un càncer de pulmó, dos mesos després de presentar el seu últim llibre, La Inteligencia emocional de los animales.

## Trajectòria professional
Un dels seus treballs més coneguts a la televisió va ser el programa de La 2, Yo mono, del qual va ser director i presentador. Com a periodista especialitzat va treballar en el diari El Mundo i va col·laborar a diverses revistes, com ara: Muy interesante, Revista REDES o National Geographic. Va escriure diversos llibres sobre animals i va dictar conferències i xerrades didàctiques. A més, va ser professor de màster a la Universitat de Cantàbria, la Universitat Autònoma de Barcelona, la Deusto Business School i la Universitat d'Alcalá d'Henares.
D'altra banda, va ocupar càrrecs o va col·laborar activament en diverses institucions com, per exemple, la Fundació Eduard Punset, ASEPEYO o l'Associació Espanyola de Coaching Professional (AECOP).

### Les emocions dels animals
Herreros ha estat reconegut per les seves investigacions sobre les emocions i els sentiments dels animals. El mateix Herreros es reconeixia a si mateix com a admirador i seguidor de personalitats compromeses amb aquest tipus de treballs, per exempleː Jane Goodall, Marc Bekoff o Frans De Waal.